# Inquisitor multilirata
Inquisitor multilirata is een slakkensoort uit de familie van de Pseudomelatomidae. De wetenschappelijke naam van de soort is voor het eerst geldig gepubliceerd in 1877 door E. A. Smith.
Deze soort wordt beschouwd als een "nomen dubium" door Tucker in zijn  "Catalog of recent and fossil turrids"   